# Râul Pâncești, Fulgeriș
Râul Pâncești este un curs de apă, afluent al râului Fulgeriș